# Matthew Kavukattu
Matthew Kavukattu (auch Mathew Kavukattu; * 17. Juli 1904 in Pravithanam, Kerala, Britisch-Indien; † 9. Oktober 1969) war ein indischer katholischer Geistlicher der Syro-Malabarischen Kirche und Erzbischof von Changanacherry.

## Leben
Er war der Sohn von Chummar und Tresa aus der Familie Kavukattu aus Anthinadu (Pravithanam) in der Nähe von Palai. Nach der Grundschulausbildung in Anthinadu besuchte er die St. Thomas High School in Palai. Nach dem Schulabschluss im Jahr 1923 wechselte er zum Studium an das St. Berchmans College in Changanacherry. Nach zwei Jahren dort setzte er sein Studium in Trivandrum fort, wo er 1927 seinen Abschluss erhielt. Nach dem Besuch des Priesterseminars in Aluva empfing er am 21. Dezember 1935 durch Bischof James Kalacherry zusammen mit 19 anderen Kandidaten die Priesterweihe. Seine erste Messe feierte er am 24. desselben Monats in seiner Heimatgemeinde. Matthew Kavukattu arbeitete 15 Jahre lang in verschiedenen Funktionen, so etwa als Seelsorger, Lehrer und Schulleiter.
Am 9. November 1950 empfing Matthew Kavukattu in Rom die Bischofsweihe durch den Kardinalbischof von Porto e Santa Rufina Eugène Tisserant; Mitkonsekratoren waren Jerome M. Fernandez, Bischof von Quilon, und Thomas Tharayil, Koadjutorbischof von Kottayam. Am 3. Januar 1951 übernahm er das Amt des Bischofs von Changanacherry. 1956 wurde die Eparchie Changanacherry zur Erzeparchie erhoben und Bischof Kavukattu wurde der erste Erzbischof.
Bischof Kavukattu nahm an der zweiten, dritten und vierten Session des Zweiten Vatikanischen Konzils teil.
Am 25. September 1994 wurde er zum Ehrwürdigen Diener Gottes erhoben.